# The Diamonds
The Diamonds fueron un cuarteto canadiense de doo wop que alcanzaron la fama interpretando mayoritariamente versiones de canciones de artistas negros de los años 50 y que consiguieron 16 éxitos en las listas estadounidenses entre 1956 y 1961. Comenzaron a cantar este estilo de música en 1953, cuando Phil Levitt y Stan Fisher se encontraban de vacaciones en Crystal Beach, cerca de Toronto.
Durante sus comienzos practicaban distintos estilos de armonía vocal y comenzaron a actuar en clubs, funciones escolares, iglesias y en cualquier lugar que tuviesen audiencia. De este modo, captaron la atención de la discográfica Coral Records, donde en 1955 interpretaron sus versiones de Black Denim Trousers y Motorcycle Boots, aunque ninguna de las dos llegó a vender lo suficiente para que Coral los retuviese en su catálogo.
Alcanzaron su mayor éxito con la versión del tema Little Darlin' del grupo The Gladiolas en 1957, justo dos semanas después de que este último lo lanzase al mercado musical.
En el 2004, fueron introducidos en el Vocal Group Hall of Fame con tres de sus miembros originales actuando, ya que Bill Reed, había fallecido el año anterior.

## Historia

### Años 50
En 1953, Dave Somerville, mientras trabajaba como ingeniero de sonido para la Canadian Broadcasting Corporation en Toronto, Ontario, Canadá, conoció a otros tres jóvenes cantantes. Decidieron formar un cuarteto de pie llamado The Diamonds. La primera actuación del grupo fue en el sótano de la Iglesia de Santo Tomás de Aquino en Toronto cantando en un espectáculo de trovadores navideños. La reacción del público al grupo liderado por Somerville fue tan positiva que decidieron esa noche que se volverían profesionales.
Después de 18 meses de ensayo, condujeron a Nueva York y empataron en el primer lugar en Talent Scouts de Arthur Godfrey. El premio era ser artista invitado durante una semana en el show de Godfrey quién llevó un contrato de grabación con Coral Records. El músico profesional Nat Goodman se convirtió en su mánager. Coral lanzó cuatro canciones, la más notable fue "Black Denim T Pants & Motorcycle Boots", escrita por Jerry Leiber y Mike Stoller, los compositores de cabecera de Elvis Presley. [1]
El siguiente gran paso fue una audición con el disc jockey de radio de Cleveland, Ohio, Bill Randle, que había ayudado al éxito de algunos grupos populares, como The Crew-Cuts. Randle quedó tan impresionado con The Diamonds y les presentó a un productor de Mercury Records que firmó un contrato de grabación para el grupo. [1]
La primera grabación de The Diamonds para Mercury fue " Why Do Fools Fall in Love " (original por Frankie Lymon and the Teenagers), [1] que alcanzó el número 12 en los Estados Unidos, como su primer éxito, y su sencillo de seguimiento "Las campanas de la iglesia pueden sonar"(originalmente por The Willows), [1] alcanzó el puesto # 14 en los Estados Unidos.
Los mayores éxitos de los Diamonds fueron " Little Darlin ' " [3] de 1957 que llegó al N° 2 de la lista de Billboard (originalmente grabada por The Gladiolas , escrita por Maurice Williams) y " The Stroll " (1957), una canción original escrita para el grupo por Clyde Otis, a partir de una idea por Dick Clark . [4]
Aunque fueron firmados para hacer música de rock and roll, Mercury también los combinó con el compositor y arreglista de jazz Pete Rugolo, en una de sus grabaciones de la serie Meet. El álbum, titulado The Diamonds Meet Pete Rugolo, les permitió regresar a sus raíces y hacer algunos estándares establecidos.
El grupo cantó "Little Darlin '" y "Where Mary Go" en la película The Big Beat. Cantaron la canción principal de la película de 1958, Kathy O'.
Sus apariciones en televisión incluyeron los programas de televisión de Steve Allen, Perry Como, Vic Damone, Tony Bennett, Eddy Arnold y Paul Winchell. También aparecieron en American Bandstand 
A finales de la década de 1950, Reed, Kowalski y Levitt abandonaron el grupo y fueron reemplazados por Mike Douglas, John Felten y Evan Fisher. [1]

### 1960, 1970 y 1980
A pesar del estilo cambiante del rock & roll y su contrato con Mercury que expira, The Diamonds continuó recorriendo el país. Después de que Dave Somerville dejó el grupo en 1961 para seguir una carrera de canto popular como "David Troy", fue reemplazado por Jim Malone. No hubo más grabaciones de éxitos de The Diamonds después de que Somerville se fuera. A lo largo de las décadas de 1960 y 1970, The Diamonds actuó principalmente en Las Vegas lidereado, al principio, por Mike Douglas, y luego Glenn Stetson continuó. Hubo un tiempo en que al menos dos grupos actuaban bajo el nombre de The Diamonds, el otro principalmente dirigido por John Felten hasta su muerte el 17 de mayo de 1982, en un accidente aéreo. [1] Esto creó un problema a fines de la década de 1980 que finalmente fue a los tribunales. El derecho al uso del nombre "The Diamonds" fue otorgado a Gary Owens (un miembro del grupo de Felten) con los miembros originales a los que se les permite usar su nombre en ocasiones especiales cada año. Owens, junto con los miembros Bob Duncan, Steve Smith (ambos exmiembros de la banda y el programa de televisión de Lawrence Welk) y Gary Cech, lanzaron un álbum en 1987, "Diamonds Are Forever", que contenía dos canciones que llegaron a los niveles más bajos. de las listas de música country, "Just a Little Bit" y "Two Kinds Of Women". [5] [6]
En 1986, Glenn Stetson y Dick Malono abrieron Little Darlin's Rock and Roll Palace cerca de Disney en Orlando, Florida, que fue un éxito mágico para todos los actos de esa época. La Red de Música Country también comenzó videos de los grupos que salieron en la red de TV. En 1983, The Diamonds con Glenn Sterson fueron el primer grupo de rock and roll en ir a Country Music Network en un programa llamado Nashville Now con Ralph Emory.

### 2000 y más allá
The Diamonds recibieron atención nacional una vez más en 2000, cuando se invitó a los miembros originales de cantar en TJ Lubinsky ‘s PBS producción de Doo-Wop 51, y de nuevo en la producción de PBS titulado Momentos-La magia mejor de los años 50 de pop en 2004.
Stetson recibió un trasplante de corazón en 2000 y murió en 2003. El miembro original Kowalski murió el 8 de agosto de 2010, de una enfermedad cardíaca, a la edad de 79 años. [7]
En 2012, The Diamonds figuraron como estrellas invitadas con The Fabulous Palm Springs Follies en el Plaza Theatre de Palm Springs, California. The Diamonds están en la lista Live On Stage 2013-2014 para una gira nacional de conciertos comunitarios.
Somerville murió el 14 de julio de 2015 en Santa Bárbara, California .
Los Diamantes continúan de gira hasta el día de hoy con la formación de Gary Owens (barítono), Adam David Marino (tenor), Michael Lawrence (líder) y Jeff Dolan (bajo), aunque ninguno de los miembros son del grupo original que tenía registros en Mercury Records.

### Miembros originales
- Dave Somerville - Plomo (fallecido en 2015) / Reemplazado por Jim Malone 1961
- Ted Kowalski - Tenor (fallecido en 2010) / Reemplazado por Evan Fisher 1958
- Phil Levitt - Barítono / Reemplazado por Mike Douglas 1957
- Bill Reed - Bass (fallecido en 2004) / Reemplazado por John Felten en 1958 (fallecido en 1982) / Reemplazado por Gary Cech hasta 1992 (abandonó voluntariamente el grupo).

## Discografía
Álbumes
- America’s Number One Singing Stylist 1957
- The Diamonds Meet Pete Rugolo 1958
- Songs From The Old West 1958
- America Famous Song Stylist 1958
- Pop Hits 1959
- Laughs Laughs Singing 1963
- The Best Of The Diamonds 1966
- The Best Of The Diamonds 1984
- Diamonds are forever 1986
- Silhouettes from the past 1993
- We're still rockin 1995
- Silver bells and diamonds 1998
- Radio heroes 1999
- Classic cuts 1999
- Standing room only (live) 2005
- Back by popular demand (live) 2006